# Jazzo Pagliara

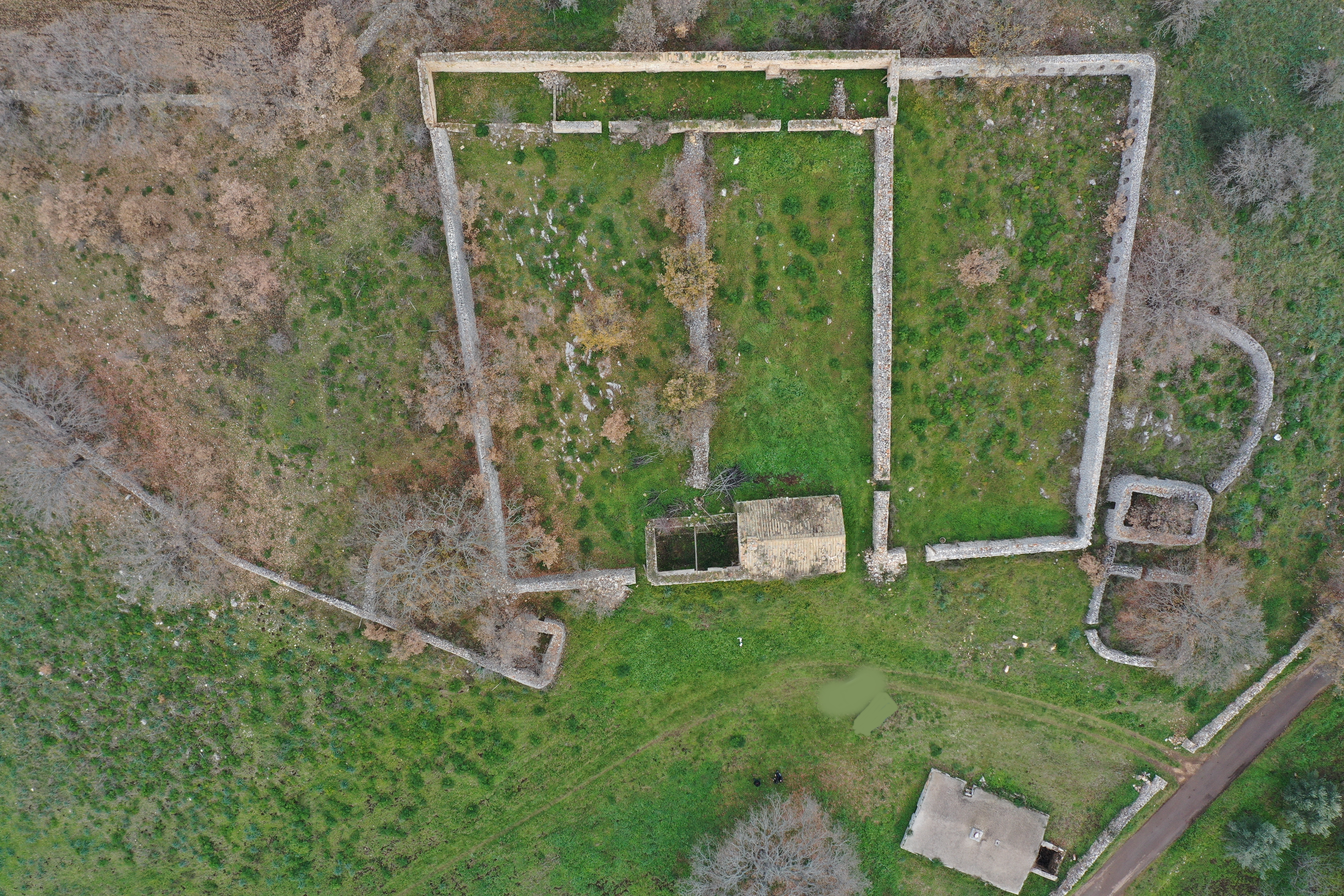
Una visuale dall'alto della Jazzo di Lama Pagliara, nella foto è possibile osservare la cisterna per la raccolta dell'acqua e tutte le costruzioni utilizzate dai pastori durante la transumanza.

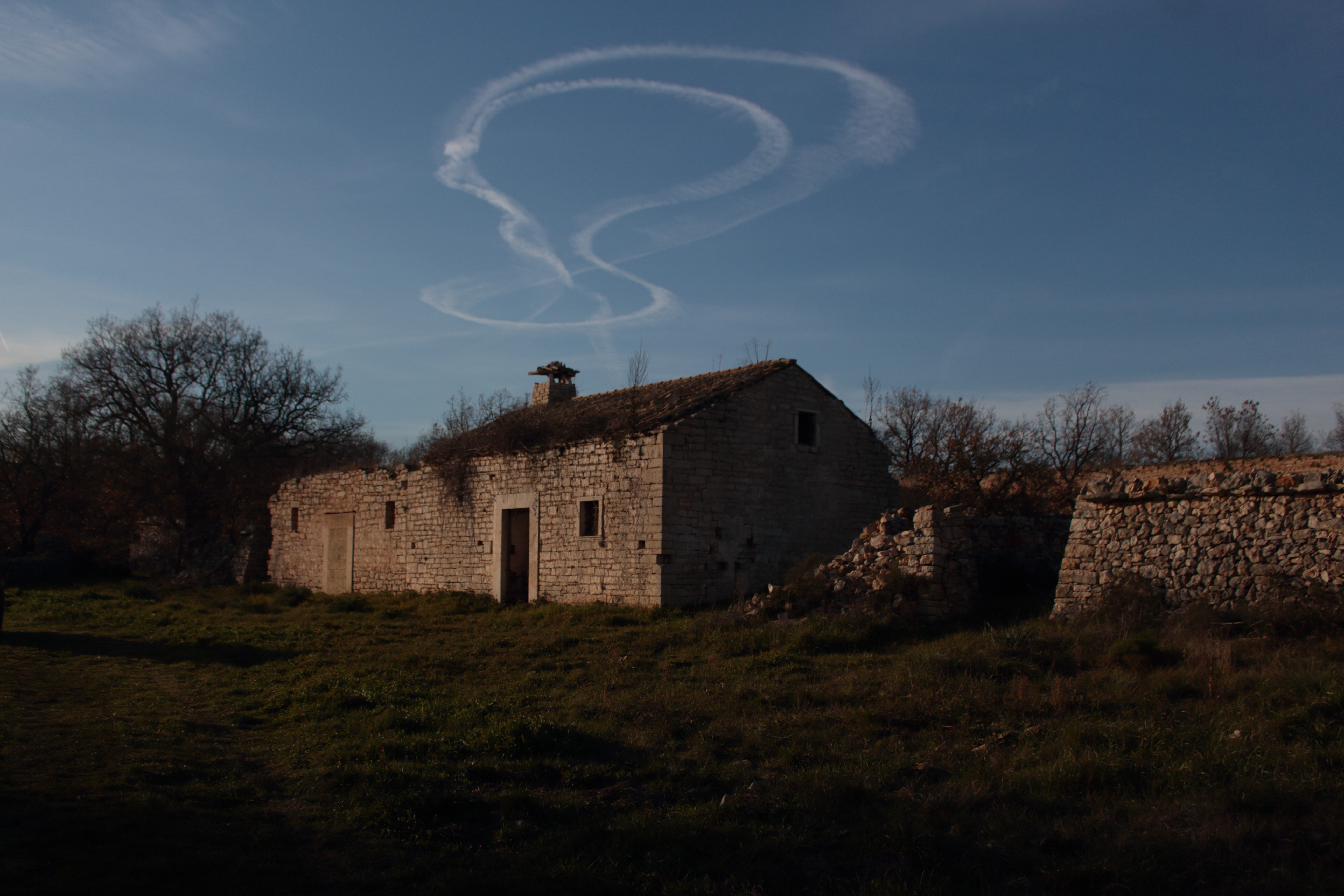
Lo stabile adibito a ricovero per i pastori.

Lo jazzo Pagliara è uno jazzo presente nell'agro di Ruvo di Puglia ed è collocato al confine del Parco Nazionale dell'Alta Murgia ed è stato oggetto dei furti di pietre della cisterna, dei paralupi e del camino che era presenta all'interno dello stabile utilizzato dai pastori; dopo un periodo di mancata custodia che ha visto svolgersi attività in contrasto con la conservazione della biodiversità (fra le quali anche delle battute di caccia in zona protetta tanto che nel 2015 furono ritrovate delle trappole per la cattura illegale di Cinghiali) al momento il posto è sorvegliato e gli ingressi sono tenuti maggiormente sotto controllo.

## Storia
Lo jazzo è ubicato a sud di Ruvo in una radura in lieve pendenza. Questa struttura era uno dei principali punti di approvvigionamento dei pastori e delle greggi durante il periodo della transumanza. Inoltre lo jazzo Pagliara rappresenta uno dei punti di maggior interesse del Parco Nazionale dell'Alta Murgia ed è perciò tutelato dalle istituzioni. Lo Jazzo, il rifugio e l'annesso bosco sono proprietà privata..

## Descrizione

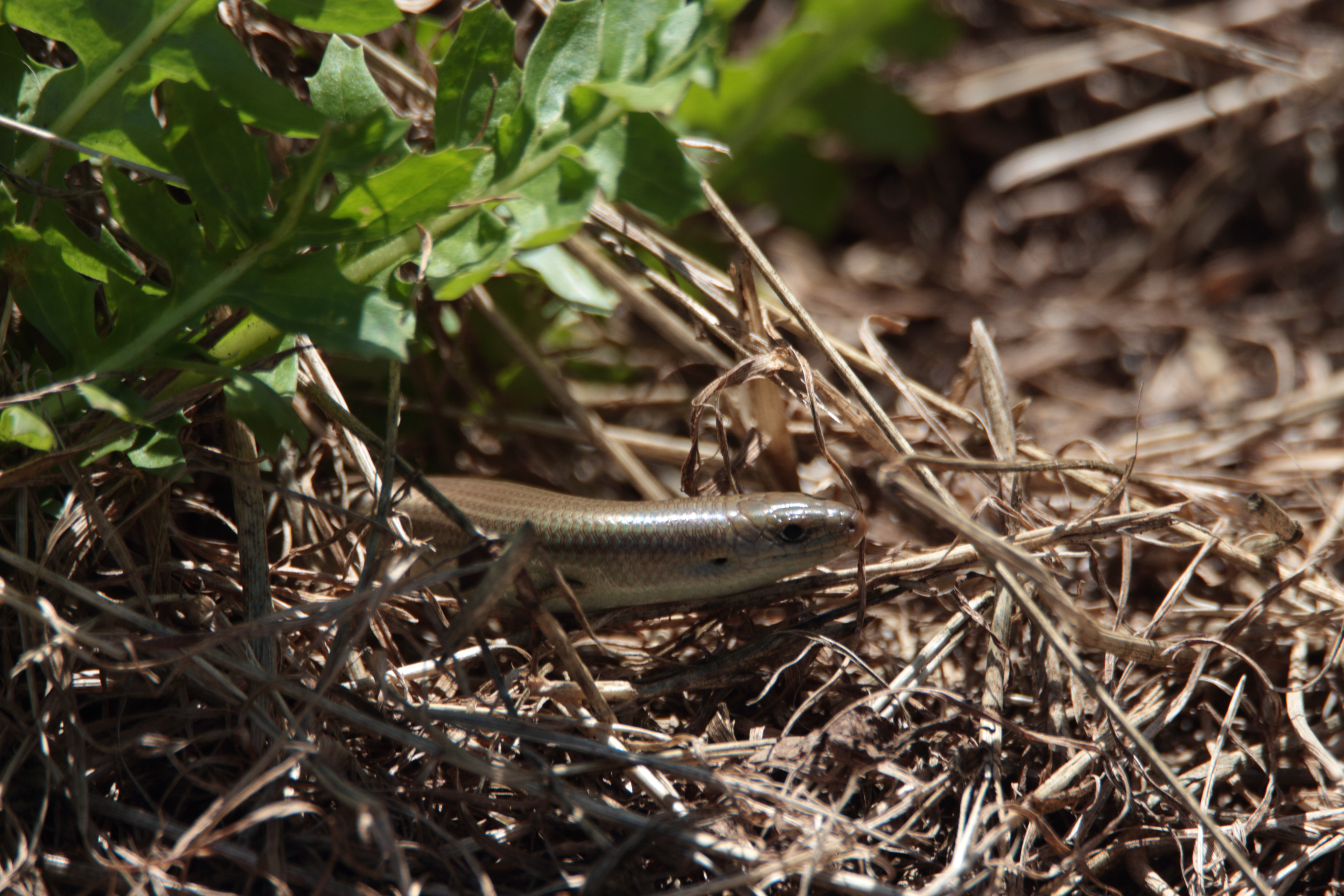
Un esemplare di Luscengola fotografato sotto l'erba tagliata nella radura dello Jazzo di Lama Pagliara.

Il complesso nasce originariamente come uno stabilimento di allevamento ovino e lo jazzo compare solo nel XVII secolo. Gli ovili sono divisi in tre comparti che fungevano da stalla, da ambiente di lavorazione del latte e da mungitoi. A sud della struttura è ubicata la casa del massaro costituita da due semplici vani. Tutto lo jazzo è circondato dal muro a secco, coronato da lastre di pietra, che fuoriescono dal muro, al fine di evitare l'intrusione di predatori come volpi, lupi e faine, nel quale sono state ricavate alcune nicchie, utilizzate come mangiatoie. All'interno del bosco sono presenti anche le cosiddette calcare da cui veniva estratta la pietra, attualmente essendo state abbandonate fungono da rifugio estivo per la fauna selvatica in quanto sono delle vere e proprie depressioni del terreno al cui interno sono cresciuti esemplari di Roverella che assicurano un po' di ristoro dalle alte temperature presenti in Puglia nella stagione più calda dell'anno.

## Fauna selvatica

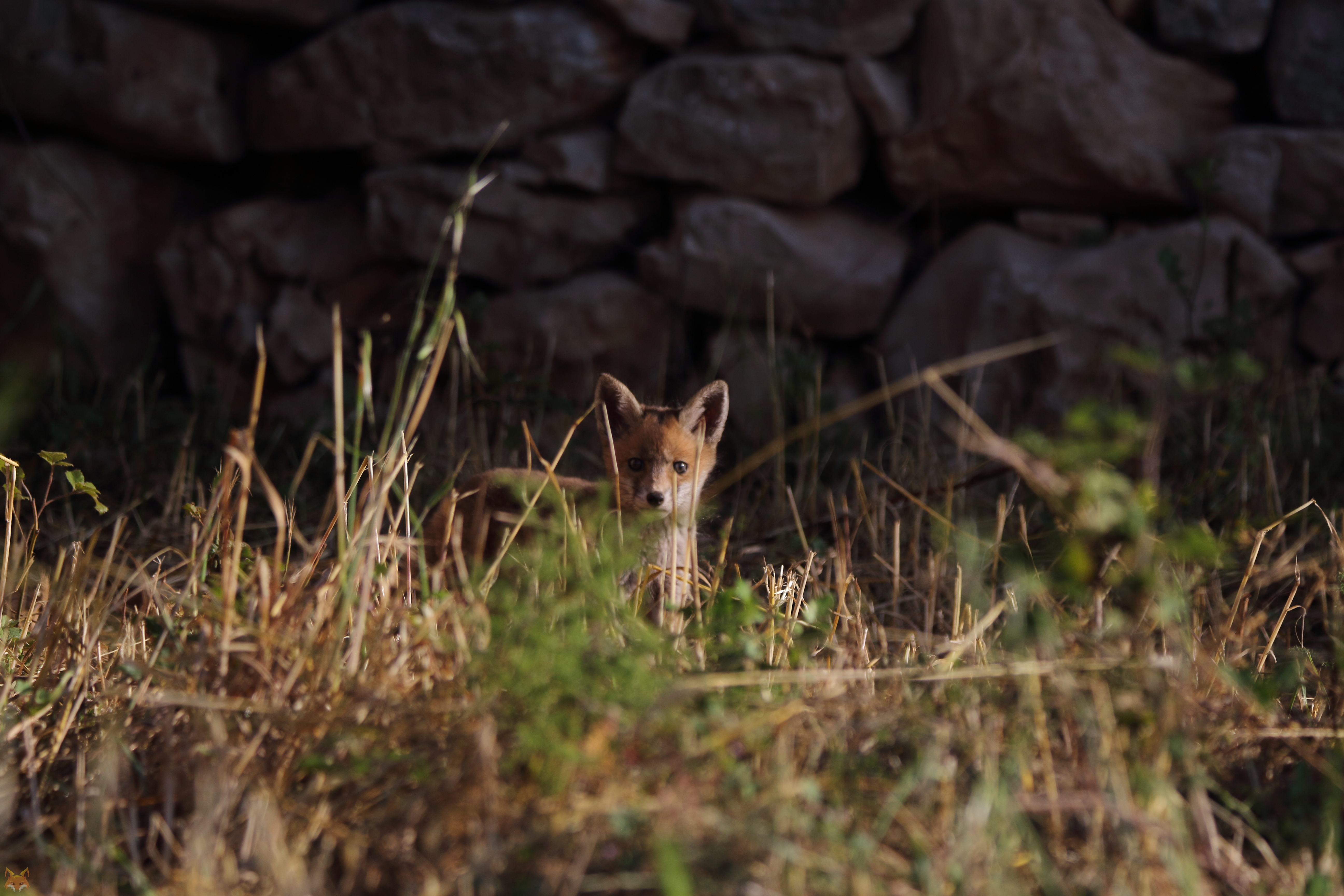
Cucciolo di volpe nato da qualche settimana, fotografato nel 2018.

Nel bosco annesso allo Jazzo, anch'esso di proprietà privata, si registra la presenza di numerose specie di fauna selvatica dalle più comuni come Volpi, Cinghiali (in seguito alle introduzioni a scopo venatorio) fino a quelle meno diffuse come Istrici, Tassi, Faine e il Riccio europeo. Nel caso di precipitazioni abbondanti la radura prima del bosco si riempie di acqua creando degli stagni temporanei che vengono occupati dai Rospi smeraldini e dal Rospo comune, oltre a queste specie sono presenti svariate specie di rettili come il conosciuto Geco comune ma anche serpenti fra cui il Saettone, il Biacco, il Colubro leopardino; sono presenti anche la Luscengola e l'Orbettino italiano. La maggior parte dei serpenti possono essere osservati nelle prime ore del giorno durante l'estate durante l'operazione di termoregolazione. Numerosi sono gli insetti che si possono osservare fra cui molte specie di farfalle, la Stregona dentellata, le Mantidi religiose ma anche molte specie di ragni.

## Uccelli presenti

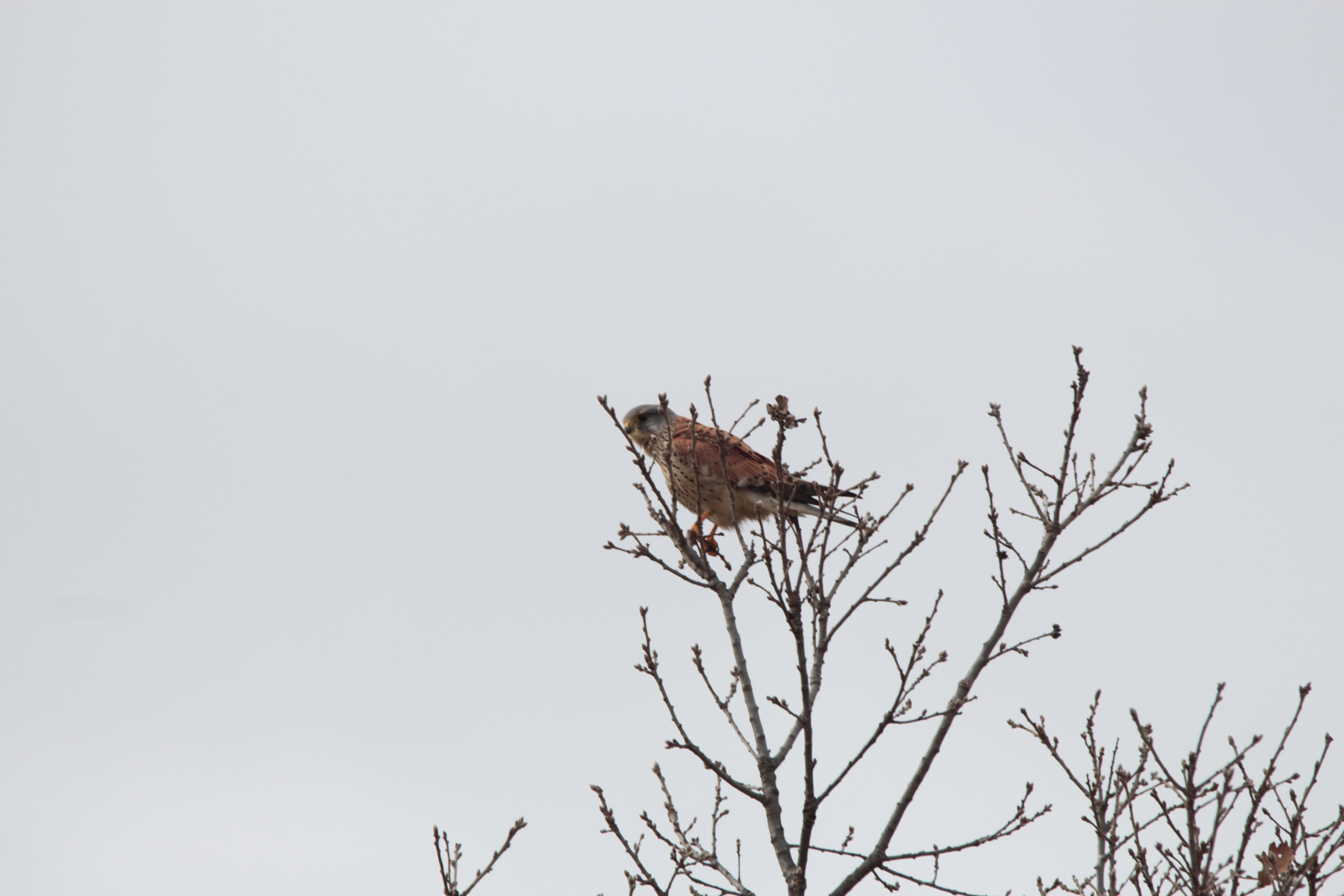
Gheppio a Lama Pagliara.

Molte sono le specie di uccelli che vivono nel bosco o che lo sorvolano a seconda del periodo dell'anno. Fino a tre anni fa era presente, un maniera stabile, una coppia di Gheppi; un'altra presenza stabile nel bosco sono le Poiane che da anni si riproducono al suo interno e nel periodo primaverile è possibile vederle sullo Jazzo per riscaldarsi dopo la notte. Altre specie presenti, a seconda della stagione, sono il Pettirosso, il Codibugnolo, il Fringuello, la Capinera, la Passera scopaiola, la Ghiandaia, l'Occhiocotto, il Rigogolo, la Cinciarella, la Cinciallegra, il Merlo e molte altre specie.

## Norme di comportamento
In tutta la proprietà di Lama Pagliara vanno rispettate le principali norme di comportamento da tenere in un'area protetta: non è consentito l'ingresso e il passaggio di qualsiasi animale domestico se non munito di guinzaglio, si fa assoluto divieto di accendere fuochi, non è consentito fermarsi per un picnic, durante le eventuali escursioni nel bosco bisogna stare bene attenti a non lasciare rifiuti nel bosco, si fa assoluto divieto di utilizzare droni in qualsiasi periodo dell'anno per non disturbare la fauna selvatica, è assolutamente vietato fotografare o riprendere gli stabili senza essere stati autorizzati. Si fa divieto assoluto di raccolta di fiori spontanei o di bruchi e di disturbare la fauna selvatica in qualsivoglia modo, non è concesso pernottare all'interno del bosco o all'interno del bosco. È consentito il passaggio a pedoni e a ciclisti, si fa divieto assoluto di entrare all'interno del bosco con i propri mezzi a motore.
Lasciate il bosco esattamente come lo avete trovato e come sperate di ritrovarlo.

## Mobilità lenta
Il 20 Febbraio 2022 il single track presente all'interno del bosco di Lama Pagliara ha ospitato la prima tappa del Challenge Mtb XCP Puglia, l'unico sentiero utilizzabile con le mountain bike si presta molto sia per ciclisti esperti ma anche per chi vuole semplicemente farsi una passeggiata in bici; il percorso non è per nulla complicato e, oltre all'attraversamento in bici, offre anche la possibilità di una passeggiata a piedi che termina sul tratturo dove, svoltando a destra appena fuori dal bosco, si può proseguire per il bosco di Patanella mentre svoltando a sinistra si percorre un breve tratto del tratturo che porta alla strada asfaltata dalla quale si può raggiungere lo Jazzo del Demonio oppure fare ritorno alla Jazzo di Lama Pagliara.